# Пяново
Пяново (пол. Pianowo, нім. Johannishof) — село в Польщі, у гміні Косцян Косцянського повіту Великопольського воєводства.
Населення — 235 осіб (2011).
У 1975-1998 роках село належало до Лешненського воєводства.

## Демографія
Демографічна структура станом на 31 березня 2011 року:
|          | Загалом | Допрацездатний вік | Працездатний вік | Постпрацездатний вік |
| -------- | ------- | ------------------ | ---------------- | -------------------- |
| Чоловіки | 124     | 33                 | 81               | 10                   |
| Жінки    | 111     | 16                 | 80               | 15                   |
| Разом    | 235     | 49                 | 161              | 25                   |